# Temporada 2022-2023 del FC Barcelona
La temporada 2022-23 és la 123a en la història del Futbol Club Barcelona i la seva 92a temporada consecutiva en la màxima categoria. El club participa a la Lliga, la Copa del Rei, la Supercopa d'Espanya i la Lliga de Campions de la UEFA.

## Resum de la temporada

### Juny
El 10 de juny, Barcelona va anunciar la pròrroga del contracte de Sergi Roberto fins al 30 de juny de 2023.
El 15 de juny, Dani Alves va anunciar la sortida del club, després de l'expiració del seu contracte. Posteriorment es va incorporar al club dePumas UNAM de la Lliga MX.
El 30 de juny, el Barcelona i Sixth Street arriben a un acord per adquirir una quota del 10% dels drets televisius de La Lliga del club, de manera que el Barcelona generarà una plusvàlua total de 267 milions d'euros per a l'actual temporada. Sixth Street invertirà inicialment 207,5 milions d'euros i, a canvi, rebrà el 10% dels drets de televisió de La Lliga del club durant els pròxims 25 anys.

### Juliol
El 4 de juliol, el Barcelona va anunciar el fitxatge de Franck Kessié procedent de l'AC Milan i Andreas Christensen del Chelsea FC, tots dos en qualitat de transferències gratuïtes.
El 8 de juliol, el Barcelona i el Tottenham Hotspur FC van arribar a un acord per a la cessió de Clément Lenglet per a la resta de la temporada.
El 12 de juliol, el Barcelona i el Watford van arribar a un acord per al traspàs de Rey Manaj per una quantitat no revelada.
El 13 de juliol, el Barcelona va començar el seu amistós de pretemporada contra l'Olot, i va acabar el partit amb un empat a un. Posteriorment, el club va anunciar que havia arribat a un acord amb el Leeds United FC per al traspàs de Raphinha per una quantitat de 48.000.000 d'euros, que podria pujar a 60.000.000 d'euros. Va signar un contracte fins al 2027 amb una clàusula de rescissió de 1.000 milions d'euros. El Barça també ha anunciat un acord amb l'Sporting CP per a la cessió de Francisco Trincão per 3.000.000 d'euros fins a final de temporada amb opció de compra.
El 14 de juliol, el Barcelona va anunciar l'ampliació del contracte d'Ousmane Dembélé fins al 30 de juny del 2024, amb una clàusula de rescissió de 100 milions d'euros.
El 16 de juliol, el Barcelona i l'FC Bayern de Múnic van arribar a un acord per al traspàs de Robert Lewandowski per 45.000.000 euros, que podrien pujar a 50.000.000. Va signar un contracte de quatre anys, fins al 2026, amb una clàusula de rescissió de 500.000.000 euros.
El 19 de juliol, el Barcelona va iniciar la gira pels Estats Units amb una victòria per 6-0 sobre l'Inter Miami a l'estadi DRV PNK de Fort Lauderdale (Florida).
El 21 de juliol, el Barcelona va vendre un 15% addicional dels drets de televisió de La Lliga del club a Sixth Street. En total, Sixth Street rebrà el 25% dels drets de televisió de La Lliga del club durant els propers 25 anys.
El 23 de juliol, el Barcelona va guanyar el seu segon partit de la gira pels Estats Units (1-0) contra el seu rival, el Reial Madrid, a l'Allegiant Stadium de Paradise, Nevada.
El 29 de juliol, el Barcelona va anunciar el fitxatge de Jules Koundé, procedent del Sevilla, amb un contracte de 5 anys i una clàusula d'alliberament de 1.000 milions d'euros. El Barça també va arribar a un acord amb el Celta de Vigo per al traspàs d'Óscar Mingueza, que es reserva el dret de recompra del jugador en el futur i el 50% de qualsevol venda futura.

### Agost
El primer d'agost, el club va anunciar la venda del 24,5% de Barça Studios per 100 milions d'euros a l'empresa Socios.com.
El 4 d'agost, Riqui Puig va ser traspassat amb opció de recompra a Los Angeles Galaxy, de la MLS.
El 7 d'agost es va fer oficial la sortida del porter brasiler Neto a l'ACF Bournemouth. El mateix dia, el club va guanyar el trofeu Joan Gamper per golejada contra el PUMAS UNAM (6 - 0).
El 12 d'agost, el Barça va activar la quarta "palanca econòmica", ingressant 100 milions per la venda d'un 24,5% de Barça Studios a l'empresa Orpheus Media.
El 13 d'agost, el Barça comença la temporada empatant 0 - 0 contra el Rayo Vallecano al Camp Nou en la primera jornada de la lliga.
El 25 d'agost, el central francès Umtiti se'n va anar cedit una temporada al Lecce, de la lliga italiana.

### Setembre
El primer de setembre, últim dia del mercat de fitxatges, es van completar cinc operacions: Braithwaite va marxar a l'Espanyol després de rescindir contracte amb el club blaugrana; el lateral Dest se'n va anar cedit a AC Milan; es va pactar la renovació fins al 2026 i la cessió d'una temporada d'Abde a l'Osasuna; Héctor Bellerín va fitxar pel club i es va vendre Aubameyang al Chelsea FC per 12 milions d'euros.

## Traspassos

### Entrades
| No.   | Pos   | Jugador             | Transferit des de          | Quota                  | Data           | Font   |
| ----- | ----- | ------------------- | -------------------------- | ---------------------- | -------------- | ------ |
| —     | DAV   | Francisco Trincão   | Wolverhampton Wanderers FC | Devolució de préstec   | 30 juny 2022   | [ 31 ] |
| —     | DAV   | Rey Manaj           | Spezia Calcio              | Devolució de préstec   | 30 juny 2022   | [ 32 ] |
| 16    | MIG   | Miralem Pjanić      | Beşiktaş                   | Devolució de préstec   | 30 juny 2022   | [ 33 ] |
| —     | MIG   | Álex Collado        | Granada                    | Devolució de préstec   | 30 juny 2022   | [ 34 ] |
| 26    | POR   | Iñaki Peña          | Galatasaray                | Devolució de préstec   | 30 juny 2022   | [ 35 ] |
| —     | MIG   | Pablo Torre         | Racing de Santander        | 5.000.000 €            | 1 juliol 2022  | [ 36 ] |
| 19    | MIG   | Franck Kessié       | AC Milan                   | Transferència gratuïta | 4 juliol 2022  | [ 4 ]  |
| 15    | DEF   | Andreas Christensen | Chelsea FC                 | Transferència gratuïta | 4 juliol 2022  | [ 5 ]  |
| 22    | DAV   | Raphinha            | Leeds United FC            | 58.000.000 €           | 13 juliol 2022 | [ 37 ] |
| 9     | DAV   | Robert Lewandowski  | FC Bayern de Múnic         | 45.000.000 €           | 19 juliol 2022 | [ 38 ] |
| 23    | DEF   | Jules Koundé        | Sevilla                    | 50.000.000 €           | 29 juliol 2022 | [ 39 ] |
| Total | Total | Total               | Total                      | 158.000.000 €          |                |        |

1. ↑  El traspàs podria arribar als 65.000.000 €
2. ↑  El traspàs podria arribar als 50.000.000 €
3. ↑  El traspàs podria arribar als 62.500.000 €

### Sortides
| No.             | Pos   | Jugador                   | Transferit a               | Quota                   | Data            | Font          |
| --------------- | ----- | ------------------------- | -------------------------- | ----------------------- | --------------- | ------------- |
| —               | MIG   | Philippe Coutinho         | Aston Villa                | 20.000.000 €            | 10 juny 2022    | [ 40 ]        |
| 11              | DAV   | Adama Traoré              | Wolverhampton Wanderers FC | Devolució de cessió     | 1 juliol 2022   | [ 41 ]        |
| 17              | DAV   | Luuk de Jong              | Sevilla                    | Devolució de cessió     | 1 juliol 2022   | [ 41 ]        |
| —               | DAV   | Ferran Jutglà             | Club Brugge                | 5.000.000 €             | 1 juliol 2022   | [ 42 ]        |
| —               | DAV   | Rey Manaj                 | Watford                    | No revelat              | 12 juliol 2022  | [ 7 ] [ 8 ]   |
| —               | DEF   | Moussa Wagué              | Gorica                     | No revelat              | 19 juliol 2022  | [ 43 ] [ 44 ] |
| 8               | DEF   | Dani Alves                | Pumas UNAM                 | Transferència gratuïta  | 21 juliol 2022  | [ 2 ]         |
| 22              | DEF   | Óscar Mingueza            | Celta de Vigo              | 3.000.000 €             | 30 juliol 2022  | [ 45 ]        |
| 6               | MIG   | Riqui Puig                | LA Galaxy                  | No revelat              | 4 agost 2022    | [ 46 ]        |
| 13              | POR   | Neto                      | Bournemouth                | Rescissió del contracte | 7 agost 2022    | [ 47 ]        |
| 12              | DAV   | Martin Braithwaite        | RCD Espanyol               | Fi del contracte        | 1 setembre 2022 | [ 48 ]        |
| 17              | DAV   | Pierre-Emerick Aubameyang | Chelsea FC                 | 12.000.000 €            | 1 setembre 2022 | [ 49 ]        |
| 16              | MIG   | Miralem Pjanić            | Sharjah                    | Recissió del contracte  | 7 setembre 2022 | [ 50 ]        |
| 3               | DEF   | Gerard Piqué              | Retirat                    | Retirat                 | 5 novembre 2022 |               |
| Mercat d'hivern |       |                           |                            |                         |                 |               |
| 14              | DAV   | Memphis Depay             | Atlètic de Madrid          | 3.000.000 €             | 20 gener 2023   |               |
| 2               | DEF   | Héctor Bellerín           | Sporting CP                | 1.000.000 €             | 31 gener 2023   |               |
| Total           | Total | Total                     | Total                      | 44.000.000 €            |                 |               |

1. ↑  El fitxatge es va anunciar el 12 de maig i es feu efectiu el 10 de juny un cop oberta la finestra de mercat d'estiu.
2. ↑  El Barça es reserva el dret de tanteig i el 50% si el Watford traspassés el jugador.
3. ↑  El Barça rebrà un percentatge del proper traspàs del jugador.
4. ↑  El Barça es reserva un dret de recompra i el 50% si el Celta traspassés el jugador.
5. ↑  El Barça es reserva un dret de recompra i el 50% si els Galaxy traspassessin el jugador.

### Cessions
| No.   | Pos   | Jugador           | Cedit a              | Quota       | Data            | Data finalització  | Font |
| ----- | ----- | ----------------- | -------------------- | ----------- | --------------- | ------------------ | ---- |
| 15    | DEF   | Clément Lenglet   | Tottenham Hotspur FC | Cap         | 8 juliol 2022   | final de temporada |      |
| —     | DAV   | Francisco Trincão | Sporting CP          | 3.000.000 € | 13 juliol 2022  | final de temporada |      |
| 14    | MIG   | Nico González     | València CF          | Cap         | 8 agost 2022    | final de temporada |      |
| —     | MIG   | Àlex Collado      | Elx CF               | Cap         | 15 agost 2022   | final de temporada |      |
| 23    | DEF   | Samuel Umtiti     | US Lecce             | Cap         | 25 agost 2022   | final de temporada |      |
| 2     | DEF   | Sergiño Dest      | AC Milan             | Cap         | 1 setembre 2022 | final de temporada |      |
| 33    | DAV   | Abde Ezzalzouli   | CA Osasuna           | Cap         | 1 setembre 2022 | final de temporada |      |
| Total | Total | Total             | Total                | 3.000.000 € |                 |                    |      |

1. ↑  Amb opció de compra de l'Sporting CP.
2. ↑  Amb opció de compra del Milan.

## Resultats
Victòria
      Empat
      Derrota

### Lliga

#### Partits Anada
| 13 d'agost de 2022 | FC Barcelona | 0–0     | Rayo Vallecano | Barcelona                                                       |  |
| 21:00 CEST Jornada |              | Informe |                | Camp Nou · 81.104 espectadors · Alejandro Hernández Hernández · |  |

| 21 d'agost de 2022   | Reial Societat | 1–4     | FC Barcelona                                 | Donosti                                |  |
| 22:00 CEST Jornada 2 | Isak 6'        | Informe | 1', 68' Lewandowski · 66' Dembélé · 79' Fati | Estadi d'Anoeta · 36.201 espectadors · |  |

| 28 d'agost de 2022   | FC Barcelona                                     | 4–0     | Reial Valladolid | Barcelona                                                      |  |
| 19:30 CEST Jornada 3 | Lewandowski 24', 64' · Pedri 43' · Roberto 90+2' | Informe |                  | Camp Nou · 83.972 espectadors · Ricardo de Burgos Bengoetxea · |  |

| 3 de setembre de 2022 | Sevilla | 0–3     | FC Barcelona                                | Sevilla                                                                   |  |
| 21:00 CEST Jornada 4  |         | Informe | 21' Raphinha · 36' Lewandowski · 50' García | Estadi Ramón Sánchez Pizjuán · 40.233 espectadors · Antonio Mateu Lahoz · |  |

| 10 de setembre de 2022 | FC Barcelona | 0–4     | Cadiz                                                    | Cadis                                                                    |  |
| 18:30 CEST Jornada 5   |              | Informe | 55' de Jong · 65' Lewandowski · 86' Fati · 90+2' Dembélé | Estadi Nuevo Mirandilla · 19.530 espectadors · Carlos del Cerro Grande · |  |

| 17 de setembre de 2022 | FC Barcelona                     | 3–0     | Elx CF | Barcelona                                              |  |
| 16:15 CEST Jornada 6   | Lewandowski 34', 48' · Depay 41' | Informe |        | Camp Nou · 85.073 espectadors · Alejandro Muniz Ruiz · |  |

| 1 d'octubre de 2022  | RCD Mallorca | 0–1     | FC Barcelona    | Palma                                                         |  |
| 21:00 CEST Jornada 7 |              | Informe | 20' Lewandowski | Estadi de Son Moix · 18.103 espectadors · Jesús Gil Manzano · |  |

| 9 d'octubre de 2022  | FC Barcelona | 1–0     | Celta de Vigo | Barcelona                                                   |  |
| 21:00 CEST Jornada 8 | Pedri 17'    | Informe |               | Camp Nou · 81.525 espectadors · José Luis Munuera Montero · |  |

| 16 d'octubre de 2022 | Reial Madrid                                    | 3–1     | FC Barcelona | Madrid                                                                        |  |
| 21:00 CEST Jornada 9 | Benzema 12' · Valverde 35' · Rodrygo 90+1' (p.) | Informe | 83' Torres   | Estadi Santiago Bernabéu · 62.876 espectadors · José María Sánchez Martínez · |  |

| 20 d'octubre de 2022  | FC Barcelona                    | 3–0     | Vilareal | Barcelona                                                 |  |
| 21:00 CEST Jornada 10 | Lewandowski 31', 35' · Fati 38' | Informe |          | Camp Nou · 73.261 espectadors · Carlos del Cerro Grande · |  |

| 23 d'octubre de 2022  | FC Barcelona                                             | 4–0     | Athletic Club | Barcelona                                               |  |
| 21:00 CEST Jornada 11 | Dembélé 12' · Roberto 18' · Lewandowski 22' · Torres 73' | Informe |               | Camp Nou · 84.817 espectadors · Juan Martínez Munuera · |  |

| 29 d'octubre de 2022  | València CF | 0–1     | FC Barcelona      | València                                                                 |  |
| 21:00 CEST Jornada 12 |             | Informe | 90+3' Lewandowski | Estadi de Mestalla · 46.007 espectadors · Ricardo de Burgos Bengoetxea · |  |

| 5 de novembre de 2022 | FC Barcelona              | 2–0     | UD Almeria | Barcelona                       |  |
| 21:00 CET Jornada 13  | Dembélé 48' · de Jong 62' | Informe |            | Camp Nou · 92.605 espectadors · |  |

| 8 de novembre de 2022 | Osasuna      | 1–2     | FC Barcelona             | Pamplona                                                   |  |
| 21:30 CET Jornada 14  | D. García 6' | Informe | 48' Pedri · 85' Raphinha | Estadi El Sadar · 21.603 espectadors · Jesús Gil Manzano · |  |

| 31 de desembre de 2022 | FC Barcelona | 1–1 | Espanyol        | Barcelona                                             |  |
| 14:00 CET Jornada 15   | Alonso 7'    |     | 73' (p.) Joselu | Camp Nou · 88.095 espectadors · Antonio Mateu Lahoz · |  |

| 8 de gener de 2023 | Atlètic Madrid | 0–1 | FC Barcelona | Madrid                                                                |  |
| 21:00 CET Jornada  |                |     | 22' Dembélé  | Estadi Metropolità · 63.493 espectadors · José Luis Munuera Montero · |  |

| 22 de gener de 2023  | FC Barcelona              | 1–0     | Getafe CF                 | Barcelona                                                    |  |
| 18:30 CET (UTC+1) 18 | - Pedri 35' - Dembélé 68' | Informe | - Alderete 44' - Ünal 82' | Camp Nou · 79,814 espectadors · Javier Iglesias Villanueva · |  |

| 28 de gener de 2023  | Girona FC                        | 0–1     | FC Barcelona                             | Girona                                                  |  |
| 16:15 CET (UTC+1) 19 | - Castellanos 44' - Martínez 74' | Informe | - Fati 43' - Pedri 45+3', 61' - Gavi 49' | Montilivi · 13,402 espectadors · Alejandro Muñiz Ruiz · |  |

| 1 de febrer de 2023  | Reial Betis                                                                        | 1–2     | FC Barcelona                     | Sevilla                                                                 |  |
| 21:00 CET (UTC+1) 17 | - Ruibal 66' - Guardado 67' - Luiz Felipe 69' - Koundé 85' (o.g.) - Carvalho 90+5' | Informe | - Raphinha 65' - Lewandowski 80' | Benito Villamarín · 48,181 espectadors · Ricardo de Burgos Bengoetxea · |  |

| 5 de febrer de 2023  | FC Barcelona                         | 3–0     | Sevilla FC                   | Barcelona                                                     |  |
| 21:00 CET (UTC+1) 20 | - Alba 58' - Gavi 70' - Raphinha 79' | Informe | - Rakitić 45+1' - Jordán 75' | Camp Nou · 77,987 espectadors · José María Sánchez Martínez · |  |

| 12 de febrer de 2023 | Vilareal                                           | 0–1     | FC Barcelona                                                       | Vila-real                                                                     |  |
| 21:00 CET (UTC+1) 21 | - Torres 38' - Baena 49' - Parejo 62' - Moreno 71' | Informe | - Pedri 18' - Araújo 43' - De Jong 56' - Koundé 58' - Raphinha 81' | Estadio de la Cerámica · 21,178 espectadors · Alejandro Hernández Hernández · |  |

| 19 de febrer de 2023 | FC Barcelona                                                 | 2–0     | Cadis                                        | Barcelona                                                |  |
| 21:00 CET (UTC+1) 22 | - Roberto 43' - Lewandowski 45+1' - De Jong 66' - Kessié 78' | Informe | - Martí 24' - Alcaraz 53' - San Emeterio 82' | Camp Nou · 72,010 espectadors · Pablo González Fuertes · |  |

| 26 de febrer de 2023 | Almeria                                                | 1–0     | FC Barcelona                           | Almeria                                                               |  |
| 18:30 CET (UTC+1) 23 | - Touré 24' - Robertone 47' - Chumi 53' - Fernando 87' | Informe | - García 35' - Raphinha 54' - Gavi 57' | Power Horse Stadium · 15,279 espectadors · Miguel Ángel Ortiz Arias · |  |

| 5 de març de 2023    | FC Barcelona                             | 1–0     | València CF | Barcelona                                               |  |
| 16:15 CET (UTC+1) 24 | - Raphinha 15' - Torres 55' - Araújo 59' | Informe |             | Camp Nou · 89,644 espectadors · Javier Alberola Rojas · |  |

| 12 de març de 2023   | Athletic Club                   | 0–1     | FC Barcelona                   | Bilbao                                               |  |
| 21:00 CET (UTC+1) 25 | - I. Williams 30' - Zarraga 86' | Informe | - Raphinha 45+1' - Roberto 76' | San Mamés · 49,741 espectadors · Jesús Gil Manzano · |  |

| 19 de març de 2023   | FC Barcelona                                                  | 2–1     | Reial Madrid                                                 | Barcelona                                                      |  |
| 21:00 CET (UTC+1) 26 | - Raphinha 33' - Roberto 45', 65' - Kessié 90+2' - Fati 90+6' | Informe | - Araújo 9' (o.g.) - Nacho 18' - Modrić 69' - Ceballos 90+6' | Camp Nou · 95,745 espectadors · Ricardo de Burgos Bengoetxea · |  |

| 1 d'abril de 2023     | Elx CF | 0–4     | FC Barcelona                                                                | Elx                                                              |  |
| 21:00 CEST (UTC+2) 27 |        | Informe | - Lewandowski 20', 66', 87' - Fati 56' - Gavi 60' - Torres 70' - Araújo 74' | Martínez Valero · 28,142 espectadors · Carlos del Cerro Grande · |  |

| 10 d'abril de 2023    | FC Barcelona | 0–0     | Girona FC                      | Barcelona                                             |  |
| 21:00 CEST (UTC+2) 28 |              | Informe | - Castellanos 32' - Stuani 77' | Camp Nou · 78,425 espectadors · Antonio Mateu Lahoz · |  |

| 16 d'abril de 2023    | Getafe CF                   | 0–0     | FC Barcelona | Getafe                                                                   |  |
| 16:15 CEST (UTC+2) 29 | - Alderete 42' - Suárez 57' | Informe | Gavi 2'      | Coliseum Alfonso Pérez · 14,854 espectadors · Juan Luis Pulido Santana · |  |

| 23 d'abril de 2023    | FC Barcelona                                                       | 1–0     | Atlètic Madrid                                                                                   | Barcelona                                                     |  |
| 16:15 CEST (UTC+2) 30 | - Alonso 28' - Torres 44' - Busquets 57' - Raphinha 78' - Gavi 90' | Informe | - Griezmann 75' - Savić 80' - Giménez 81' - Barrios 83' - Reguilón 84' - Morata 86' - Saúl 90+4' | Camp Nou · 80,965 espectadors · José María Sánchez Martínez · |  |

| 26 d'abril de 2023    | Rayo Vallecano                                       | 2–1     | FC Barcelona                                                       | Madrid                                              |  |
| 22:00 CEST (UTC+2) 31 | - Á. García 19' - F. García 53' - Dimitrievski 90+1' | Informe | - Balde 32' - Alba 34' - Gavi 36' - Raphinha 61' - Lewandowski 83' | Vallecas · 13,657 espectadors · Jesús Gil Manzano · |  |

| 29 d'abril de 2023    | FC Barcelona                                                              | 4–0     | Reial Betis       | Barcelona                                                 |  |
| 21:00 CEST (UTC+2) 32 | - Christensen 14' - Lewandowski 36' - Raphinha 39' - Rodríguez 82' (o.g.) | Informe | González 24', 33' | Camp Nou · 88,530 espectadors · Carlos del Cerro Grande · |  |

| 2 de maig de 2023     | FC Barcelona | 1–0     | CA Osasuna     | Barcelona                                                    |  |
| 19:30 CEST (UTC+2) 33 | - Alba 85'   | Informe | - Herrando 27' | Camp Nou · 76,061 espectadors · Javier Iglesias Villanueva · |  |

| 14 de maig de 2023    | RCD Espanyol                            | 2–4     | FC Barcelona                                                              | Cornellà de Llobregat                                              |  |
| 21:00 CEST (UTC+2) 34 | - Darder 39' - Puado 73' - Joselu 90+2' | Informe | - Koundé 2', 53' - Lewandowski 11', 40' - Balde 20' - Gavi 39' - Alba 82' | RCDE Stadium · 27,360 espectadors · Ricardo de Burgos Bengoetxea · |  |

| 20 de maig de 2023    | FC Barcelona                                                     | 1-2     | Reial Societat                                                                        | Barcelona                                               |  |
| 21:00 CEST (UTC+2) 35 | - Lewandowski 53', 90' - Busquets 72' - Alonso 79' - De Jong 85' | Informe | - Merino 5' - Zubeldia 8' - Illarramendi 37' - Sørloth 72' - Kubo 79' - Fernández 85' | Camp Nou · 88.049 espectadors · Javier Alberola Rojas · |  |

| 23 de maig de 2023    | Reial Valladolid                                                      | 3-1     | FC Barcelona                     | Valladolid                                              |  |
| 22:00 CEST (UTC+2) 36 | - Christensen 2' (o.g.) - Larin 22' (pen.) - Fresneda 27' - Plata 73' | Informe | - Raphinha 62' - Lewandowski 84' | José Zorrilla · 22.341 espectadors · César Soto Grado · |  |

| 28 de maig de 2023    | FC Barcelona              | 3-0     | RCD Mallorca | Barcelona                                                |  |
| 19:00 CEST (UTC+2) 37 | - Fati 1', 24' - Gavi 70' | Informe | - Ndiaye 14' | Camp Nou · 88.775 espectadors · Jorge Figueroa Vázquez · |  |

| 4 de juny de 2023     | Celta de Vigo                              | 2-1     | FC Barcelona                           | Vigo                                                              |  |
| 19:00 CEST (UTC+2) 38 | - Veiga 42', 65' - Cervi 81' - Tapia 90+6' | Informe | - Torres 55' - Raphinha 62' - Fati 79' | Abanca-Balaídos · 23.365 espectadors · Juan Luis Pulido Santana · |  |

## Estadístiques

### Estadístiques dels jugadors
Última actualització: 26 de juny de 2023
| N. | Pos.    | Nac. | Jugador                   | Total   | Total   | Lliga   | Lliga   | Copa del Rei | Copa del Rei | Supercopa d'Espanya | Supercopa d'Espanya | Lliga de Campions | Lliga de Campions | Lliga Europa de la UEFA | Lliga Europa de la UEFA |
| N. | Pos.    | Nac. | Jugador                   | PJ      | Gols    | PJ      | Gols    | PJ           | Gols         | PJ                  | Gols                | PJ                | Gols              | PJ                      | Gols                    |
| Porters | Porters | Porters | Porters                   | Porters | Porters | Porters | Porters | Porters      | Porters      | Porters             | Porters             | Porters           | Porters           | Porters                 | Porters                 |
| --- | ------- | --- | ------------------------- | ------- | ------- | ------- | ------- | ------------ | ------------ | ------------------- | ------------------- | ----------------- | ----------------- | ----------------------- | ----------------------- |
| 1 | POR     | [[Fitxer:Flag of Germany.svg\|23x15px\|border \|alt=Alemanya\|link=Selecció de futbol d'Alemanya\|{{#if:\|]]                                   | Marc-André ter Stegen     | 50      | 0       | 38      | 0       | 3            | 0            | 2                   | 0                   | 5                 | 0                 | 2                       | 0                       |
| 13 | POR     | [[Fitxer:Flag of the Valencian Community (2x3).svg\|23x15px\|border \|alt=País Valencià\|link=Selecció de futbol del País Valencià\|{{#if:\|]] | Iñaki Peña                | 5       | 0       | 0+2     | 0       | 2            | 0            | 0                   | 0                   | 1                 | 0                 | 0                       | 0                       |
| 36 | POR     | [[Fitxer:Flag of Catalonia.svg\|23x15px\|border \|alt=Catalunya\|link=Selecció de futbol de Catalunya\|{{#if:\|]]                              | Arnau Tenas               | 0       | 0       | 0       | 0       | 0            | 0            | 0                   | 0                   | 0                 | 0                 | 0                       | 0                       |
| Defenses |         | |                           |         |         |         |         |              |              |                     |                     |                   |                   |                         |                         |
| 4 | DEF     | [[Fitxer:Flag of Uruguay.svg\|23x15px\|border \|alt=Uruguai\|link=Selecció de futbol de l'Uruguai\|{{#if:\|]]                                  | Ronald Araújo             | 31      | 1       | 21+1    | 0       | 4            | 1            | 2                   | 0                   | 1                 | 0                 | 2                       | 0                       |
| 15 | DEF     | [[Fitxer:Flag of Denmark.svg\|23x15px\|border \|alt=Dinamarca\|link=Selecció de futbol de Dinamarca\|{{#if:\|]]                                | Andreas Christensen       | 32      | 1       | 22+1    | 1       | 1+1          | 0            | 1+1                 | 0                   | 3                 | 0                 | 1+1                     | 0                       |
| 17 | DEF     | [[Fitxer:Flag of Spain.svg\|23x15px\|border \|alt=Espanya\|link=Selecció de futbol d'Espanya\|{{#if:\|]]                                       | Marcos Alonso             | 37      | 3       | 11+13   | 1       | 3+2          | 0            | 0+1                 | 0                   | 5                 | 1                 | 1+1                     | 1                       |
| 18 | DEF     | [[Fitxer:Flag of Catalonia.svg\|23x15px\|border \|alt=Catalunya\|link=Selecció de futbol de Catalunya\|{{#if:\|]]                              | Jordi Alba                | 30      | 2       | 14+10   | 2       | 2            | 0            | 1                   | 0                   | 2                 | 0                 | 1                       | 0                       |
| 23 | DEF     | [[Fitxer:Flag of France (1794–1815, 1830–1974).svg\|23x15px\|border \|alt=França\|link=Selecció de futbol de França\|{{#if:\|]]                | Jules Koundé              | 40      | 1       | 28+1    | 1       | 4            | 0            | 2                   | 0                   | 3                 | 0                 | 2                       | 0                       |
| 24 | DEF     | [[Fitxer:Flag of Catalonia.svg\|23x15px\|border \|alt=Catalunya\|link=Selecció de futbol de Catalunya\|{{#if:\|]]                              | Eric García               | 32      | 1       | 15+9    | 1       | 1+2          | 0            | 0+1                 | 0                   | 2+2               | 0                 | 0                       | 0                       |
| 28 | DEF     | [[Fitxer:Flag of Catalonia.svg\|23x15px\|border \|alt=Catalunya\|link=Selecció de futbol de Catalunya\|{{#if:\|]]                              | Alejandro Balde           | 44      | 1       | 30+3    | 1       | 3+1          | 0            | 1                   | 0                   | 1+3               | 0                 | 1+1                     | 0                       |
| 35 | DEF     | [[Fitxer:Flag of Morocco.svg\|23x15px\|border \|alt=Marroc\|link=Selecció de futbol del Marroc\|{{#if:\|]]                                     | Chadi Riad                | 1       | 0       | 0+1     | 0       | 0            | 0            | 0                   | 0                   | 0                 | 0                 | 0                       | 0                       |
| Migcampistes |         | |                           |         |         |         |         |              |              |                     |                     |                   |                   |                         |                         |
| 5 | MIG     | [[Fitxer:Flag of Catalonia.svg\|23x15px\|border \|alt=Catalunya\|link=Selecció de futbol de Catalunya\|{{#if:\|]]                              | Sergio Busquets           | 42      | 0       | 28+2    | 0       | 4+1          | 0            | 1+1                 | 0                   | 4                 | 0                 | 1                       | 0                       |
| 6/30 | MIG     | [[Fitxer:Flag of Spain.svg\|23x15px\|border \|alt=Espanya\|link=Selecció de futbol d'Espanya\|{{#if:\|]]                                       | Gavi                      | 49      | 3       | 30+6    | 2       | 3+2          | 0            | 2                   | 1                   | 4+1               | 0                 | 1                       | 0                       |
| 8 | MIG     | [[Fitxer:Flag of Spain.svg\|23x15px\|border \|alt=Espanya\|link=Selecció de futbol d'Espanya\|{{#if:\|]]                                       | Pedri                     | 35      | 7       | 22+4    | 6       | 1            | 0            | 2                   | 1                   | 5                 | 0                 | 1                       | 0                       |
| 19 | MIG     | [[Fitxer:Flag of Côte d'Ivoire.svg\|23x15px\|border \|alt=Costa d'Ivori\|link=Selecció de futbol de la Costa d'Ivori\|{{#if:\|]]               | Franck Kessié             | 43      | 3       | 7+21    | 1       | 4+1          | 1            | 0+2                 | 0                   | 3+3               | 1                 | 2                       | 0                       |
| 20 | MIG     | [[Fitxer:Flag of Catalonia.svg\|23x15px\|border \|alt=Catalunya\|link=Selecció de futbol de Catalunya\|{{#if:\|]]                              | Sergi Roberto             | 33      | 4       | 15+8    | 4       | 2+1          | 0            | 1+1                 | 0                   | 3                 | 0                 | 1+1                     | 0                       |
| 21 | MIG     | [[Fitxer:Flag of the Netherlands.svg\|23x15px\|border \|alt=Països Baixos\|link=Selecció de futbol dels Països Baixos\|{{#if:\|]]              | Frenkie de Jong           | 43      | 2       | 29+4    | 2       | 2            | 0            | 2                   | 0                   | 2+2               | 0                 | 2                       | 0                       |
| 29 | MIG     | [[Fitxer:Flag of Catalonia.svg\|23x15px\|border \|alt=Catalunya\|link=Selecció de futbol de Catalunya\|{{#if:\|]]                              | Marc Casadó               | 1       | 0       | 0       | 0       | 0            | 0            | 0                   | 0                   | 0+1               | 0                 | 0                       | 0                       |
| 32 | MIG     | [[Fitxer:Flag of Spain.svg\|23x15px\|border \|alt=Espanya\|link=Selecció de futbol d'Espanya\|{{#if:\|]]                                       | Pablo Torre               | 13      | 1       | 1+7     | 0       | 2            | 0            | 0                   | 0                   | 1+2               | 1                 | 0                       | 0                       |
| 40 | MIG     | [[Fitxer:Flag of Catalonia.svg\|23x15px\|border \|alt=Catalunya\|link=Selecció de futbol de Catalunya\|{{#if:\|]]                              | Aleix Garrido             | 1       | 0       | 0+1     | 0       | 0            | 0            | 0                   | 0                   | 0                 | 0                 | 0                       | 0                       |
| Davanters |         | |                           |         |         |         |         |              |              |                     |                     |                   |                   |                         |                         |
| 7 | DAV     | [[Fitxer:Flag of France (1794–1815, 1830–1974).svg\|23x15px\|border \|alt=França\|link=Selecció de futbol de França\|{{#if:\|]]                | Ousmane Dembélé           | 35      | 8       | 16+9    | 5       | 2            | 2            | 2                   | 0                   | 5+1               | 1                 | 0                       | 0                       |
| 9 | DAV     | [[Fitxer:Flag of Poland.svg\|23x15px\|border \|alt=Polònia\|link=Selecció de futbol de Polònia\|{{#if:\|]]                                     | Robert Lewandowski        | 46      | 33      | 33+1    | 23      | 3            | 2            | 2                   | 2                   | 5                 | 5                 | 2                       | 1                       |
| 10 | DAV     | [[Fitxer:Flag of Spain.svg\|23x15px\|border \|alt=Espanya\|link=Selecció de futbol d'Espanya\|{{#if:\|]]                                       | Ansu Fati                 | 51      | 10      | 11+25   | 7       | 0+5          | 2            | 0+2                 | 1                   | 2+4               | 0                 | 0+2                     | 0                       |
| 11 | DAV     | [[Fitxer:Flag of the Valencian Community (2x3).svg\|23x15px\|border \|alt=País Valencià\|link=Selecció de futbol del País Valencià\|{{#if:\|]] | Ferran Torres             | 45      | 7       | 14+19   | 4       | 3+1          | 0            | 0+1                 | 0                   | 1+4               | 3                 | 0+2                     | 0                       |
| 22 | DAV     | [[Fitxer:Flag of Brazil.svg\|23x15px\|border \|alt=Brasil\|link=Selecció de futbol del Brasil\|{{#if:\|]]                                      | Raphinha                  | 50      | 10      | 25+11   | 7       | 3+2          | 2            | 1+1                 | 0                   | 4+1               | 0                 | 2                       | 1                       |
| 38 | DAV     | [[Fitxer:Flag of Catalonia.svg\|23x15px\|border \|alt=Catalunya\|link=Selecció de futbol de Catalunya\|{{#if:\|]]                              | Ángel Alarcón             | 5       | 0       | 0+4     | 0       | 0+1          | 0            | 0                   | 0                   | 0                 | 0                 | 0                       | 0                       |
| 41 | DAV     | [[Fitxer:Flag of Catalonia.svg\|23x15px\|border \|alt=Catalunya\|link=Selecció de futbol de Catalunya\|{{#if:\|]]                              | Lamine Yamal              | 1       | 0       | 0+1     | 0       | 0            | 0            | 0                   | 0                   | 0                 | 0                 | 0                       | 0                       |
| Futbolistes que han jugat algun partit o han tingut dorsal aquesta temporada, però que han marxat del club abans d'acabar-la |         | |                           |         |         |         |         |              |              |                     |                     |                   |                   |                         |                         |
| 2 | DEF     | [[Fitxer:Flag of Catalonia.svg\|23x15px\|border \|alt=Catalunya\|link=Selecció de futbol de Catalunya\|{{#if:\|]]                              | Héctor Bellerín           | 7       | 0       | 1+2     | 0       | 2            | 0            | 0                   | 0                   | 2                 | 0                 | 0                       | 0                       |
| 3 | DEF     | [[Fitxer:Flag of Catalonia.svg\|23x15px\|border \|alt=Catalunya\|link=Selecció de futbol de Catalunya\|{{#if:\|]]                              | Gerard Piqué              | 10      | 0       | 4+2     | 0       | 0            | 0            | 0                   | 0                   | 2+2               | 0                 | 0                       | 0                       |
| 14 | DAV     | [[Fitxer:Flag of the Netherlands.svg\|23x15px\|border \|alt=Països Baixos\|link=Selecció de futbol dels Països Baixos\|{{#if:\|]]              | Memphis Depay             | 4       | 1       | 2       | 1       | 1            | 0            | 0                   | 0                   | 0+1               | 0                 | 0                       | 0                       |
| 17 | DAV     | [[Fitxer:Flag of Gabon.svg\|23x15px\|border \|alt=Gabon\|link=Selecció de futbol del Gabon\|{{#if:\|]]                                         | Pierre-Emerick Aubameyang | 1       | 0       | 0+1     | 0       | 0            | 0            | 0                   | 0                   | 0                 | 0                 | 0                       | 0                       |
| 34 | MIG     | [[Fitxer:Flag of Spain.svg\|23x15px\|border \|alt=Espanya\|link=Selecció de futbol d'Espanya\|{{#if:\|]]                                       | Álvaro Sanz               | 1       | 0       | 0       | 0       | 0            | 0            | 0                   | 0                   | 0+1               | 0                 | 0                       | 0                       |
| Gols en pròpia (4) |         | |                           |         |         |         |         |              |              |                     |                     |                   |                   |                         |                         |